# Henri Jonas
Henri Charles Jonas (Maastricht, 8 mei 1878 – aldaar, 15 september 1944) was een Nederlandse beeldend kunstenaar. Jonas was een representant van de zogenoemde Limburgse School.

## Leven en werk
Jonas werd geboren als kind van de huisschilder Charles Jonas en Fieneke Jungschlaeger. Ook Henri Jonas werd huisschilder. 's Avonds volgde hij tekenlessen bij Rob Graafland aan het Stadsteekeninstituut en vanaf 1902 ook aan diens Zondagsschool voor Decoratieve Kunsten. In deze periode ontwierp hij onder meer boekbanden voor de Maastrichtse uitgevers Leiter-Nypels en Stols. Op 2 juni 1903 trouwde Jonas met Netteke Roukens. Op 31 maart 1915 overleed Netteke, op 38-jarige leeftijd, aan tuberculose.
In 1916 stopte Jonas als huisschilder. Hij ging in Amsterdam wonen waar hij twee jaar met een subsidie van de stad Maastricht, aangevraagd door Graafland,  een opleiding volgde aan de Rijksacademie van beeldende kunsten. In 1918 won hij de Cohen Gosschalkprijs. Na zijn studie keerde hij terug naar Maastricht en ging jaren reizen door Europa en Noord-Afrika. In 1922 werd Jonas leraar schilderen aan het Stadsteekeninstituut in Maastricht (tegenwoordig als Academie Beeldende Kunsten Maastricht onderdeel van de Zuyd Hogeschool).
Rond 1925 leerde Jonas in Luik het destijds fameuze schildermodel Eugénie Servais kennen, met wie hij een relatie kreeg. Omdat Eugénie een gescheiden vrouw was, was een huwelijk uitgesloten.
De periode van januari 1933 tot juli 1937 bracht Jonas door in achtereenvolgens de Valeriuskliniek in Amsterdam, de Sint Willibrordus Stichting in Heiloo en vanaf oktober 1933 het Sint Servatius Gesticht in Venray. In augustus 1937 trouwde Jonas alsnog met de inmiddels weduwe geworden Eugénie Servais. Tijdens zijn jarenlange verblijf in het Sint Servatius Gesticht werd Jonas door de behandelende artsen en broeders aangespoord verder te gaan met schilderen.
Met uitzondering van twee korte perioden, tussen juli 1937 en oktober 1938 en tussen augustus 1939 en juni 1940, verbleef Jonas de rest van zijn leven in psychiatrische inrichtingen. In juni 1940, kort na het uitbreken van de Tweede Wereldoorlog, werd Jonas opgenomen op de psychiatrische afdeling van het Maastrichtse ziekenhuis Calvariënberg. Een dag na de bevrijding van Maastricht stierf Jonas op 15 september 1944.

## Galerij

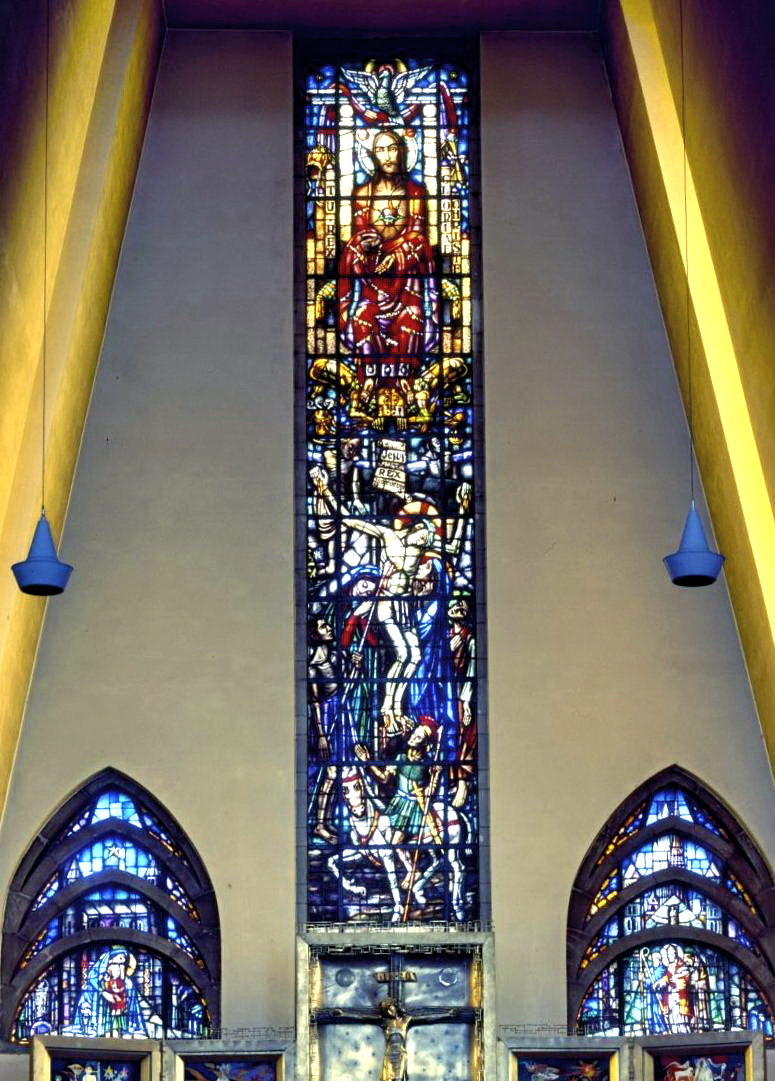
Koepelkerk Maastricht
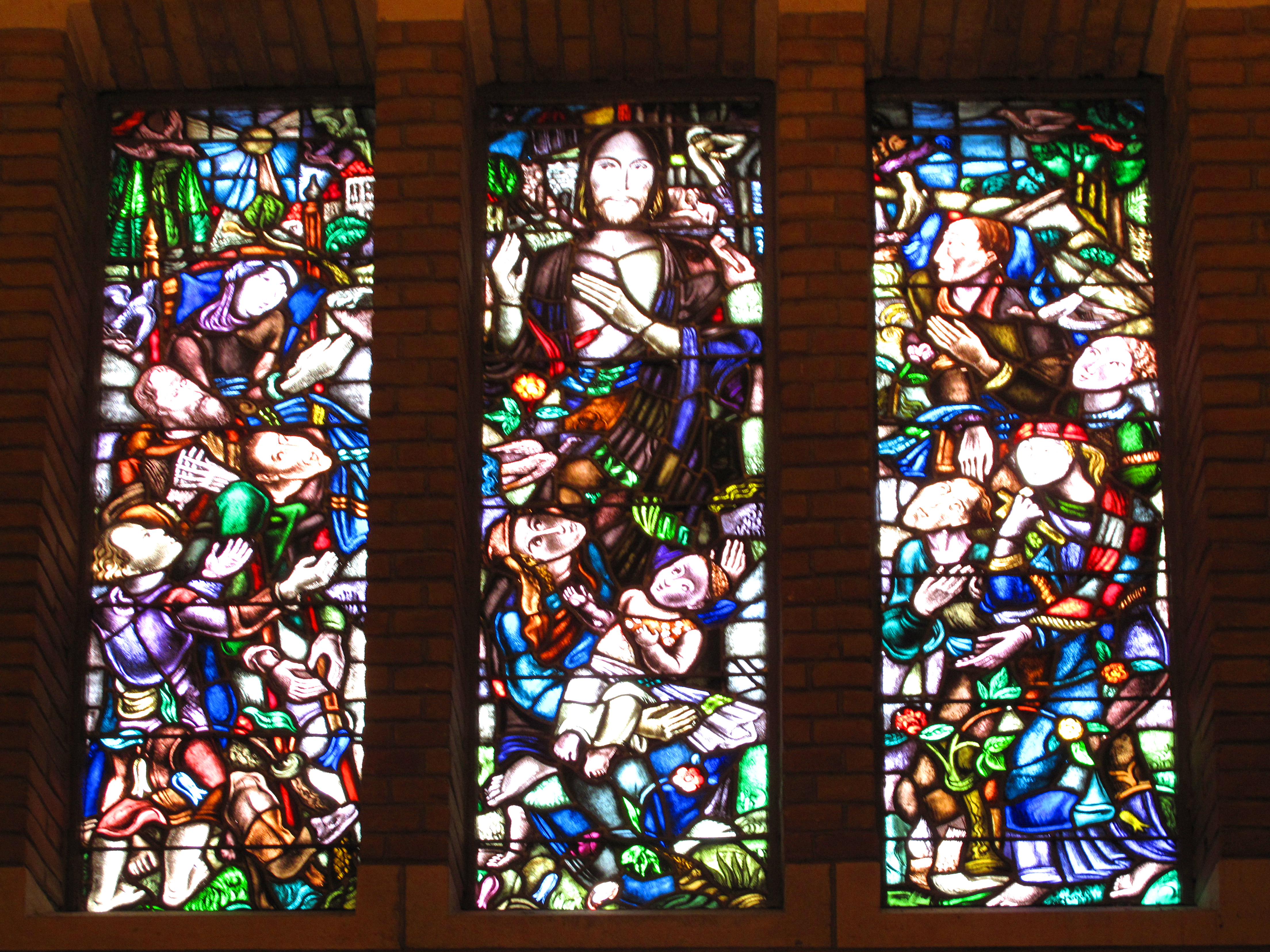
Gebrandschilderd raam in het Bilthovense sanatorium Berg en Bosch
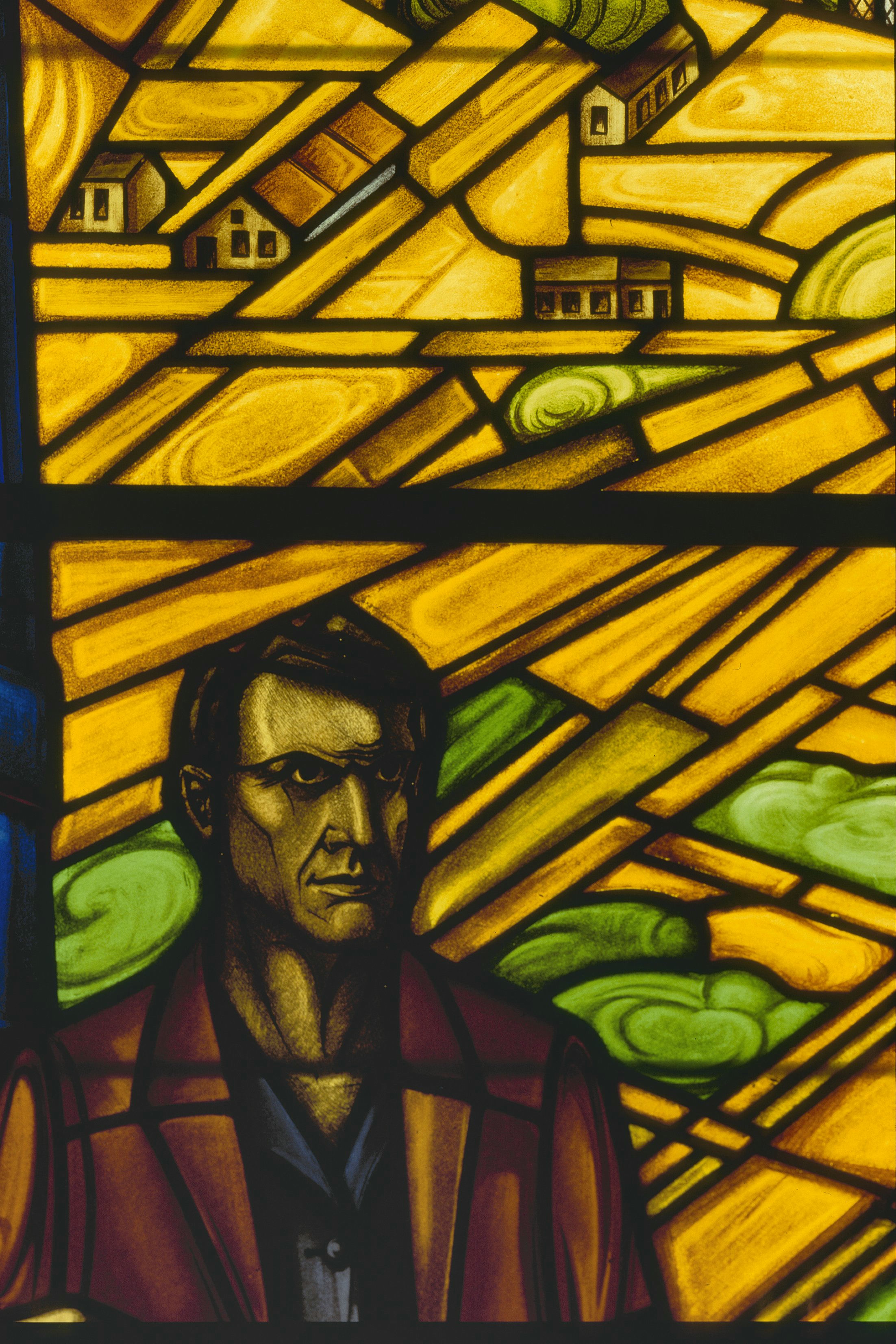
Raam in kantoor Staatsmijn Geleen
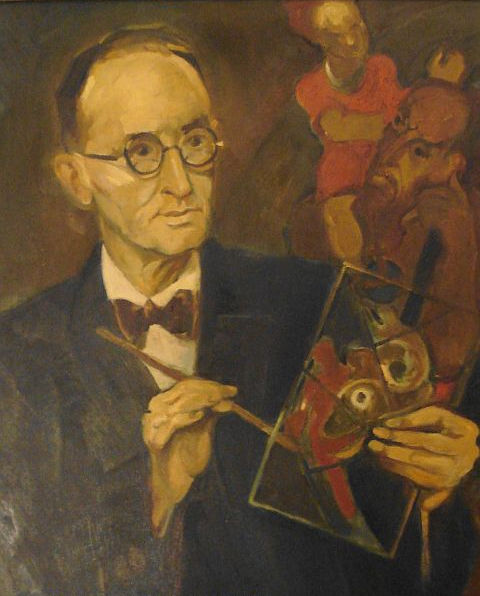
Portret van Gerard Mesterom (1939)
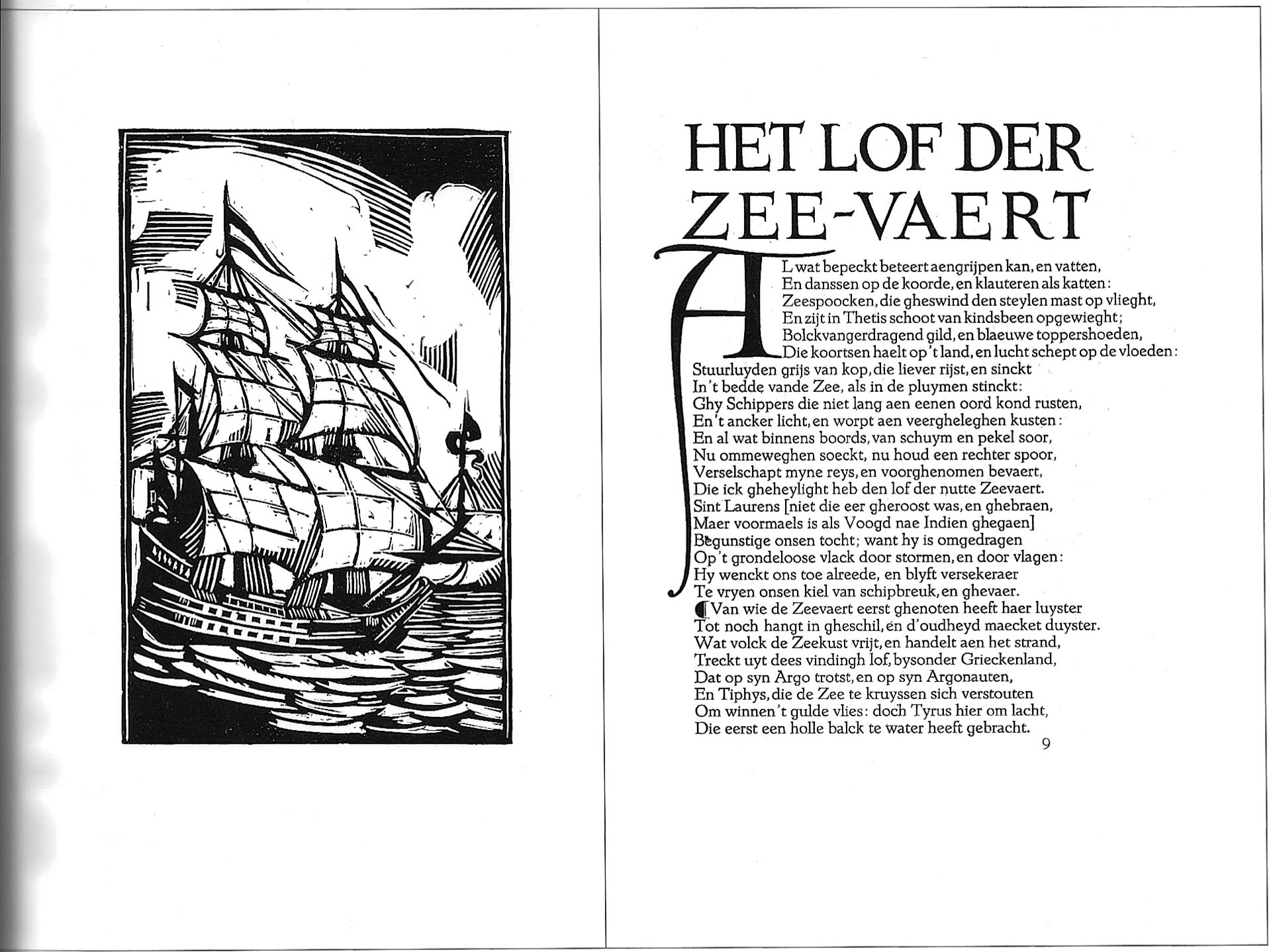
Houtgravure voor Het lof der zee-vaert, Trajectum ad Mosam nr. 5, Maastricht 1923: A.A.M. Stols

## Trivia
- In de Maastrichtse buurt Caberg zijn sinds 1951 twee straten naar hem vernoemd: de Henri Jonaslaan en de Henri Jonasgang.[3]